# 揺れる想い
「揺れる想い」（ゆれるおもい）は、ZARDの8作目のシングル。自身2度目のミリオンセラーを達成した。

## 概要
- 本作のタイトルはそのまま同年7月10日に発売された4枚目のアルバムの題名となった。

## 音楽性

### 揺れる想い
- 表題曲は大塚製薬「ポカリスエット」のCMソングに起用された[1]。1996年まで同CMソングは作詞を坂井、作曲を織田哲郎が手掛ける形となった[注 2]。
- 坂井は「何度も何度も練り直してようやく完成した曲。苦労してレコーディングした分、自分でも思い出深い一曲です。」と語っている[注 3]。実際、2019年4月にNHK BSにて放送された「ZARDよ永遠なれ 坂井泉水の歌はこう生まれた」の番組内では、サビを色々なメロデイで歌う制作過程の音源の様々なバージョンが初公開された。
- 『BEST OF BEST 1000 織田哲郎』のライナーノーツによると、プロデューサーの長戸大幸がサビのメロディを変えたという。
- 大黒摩季が坂井からの指名でコーラス参加しており、ZARDの中でも最も思い出深い曲だと後に語っている。
- 9thオリジナルアルバム『時間の翼』にはリミックスバージョン「揺れる想い (Gomi's New York Remix)」として収録。
- 2007年8月19日の『24時間テレビ 「愛は地球を救う」』（日本テレビ系）では、「負けないで」、「マイ フレンド」と共に坂井泉水の追悼コーナーで女性出演者によって歌われた。
- 2007年12月31日の『第58回NHK紅白歌合戦』の第一部のラストに坂井の追悼コーナーが設けられ、「グロリアス マインド」、「揺れる想い」、「負けないで」が流された。同曲の場面では坂井の未公開映像が公開された。
- 2019年6月8日から放送されるポカリスエットのCMで、吉田羊と鈴木梨央によって歌われた[2]。2019年12月30日の『第61回日本レコード大賞』でもこの2人によって歌われた[3]。

## プロモーションビデオ
- 青い色彩加工の静止画と撮影メイキングを繋ぎ合わせたショートクリップが制作されており、発売当時は最後に一瞬だけしか歌唱映像は公開されていなかったが、坂井の死後である2007年に日本青年館で撮影されたフル歌唱映像が初公開された。

## 記録
- ZARDのシングルでは「負けないで」に次いで2番目に高い売上を記録した。自身2度目のミリオンセラーを達成し、自身初の初登場1位となった[注 4]。オリコンシングルチャート2週連続1位を獲得し、1993年のシングル年間チャートで9位。ポカリスエットのCMソングでは歴代最高の売上を記録している(139.6万枚、オリコン)。

## 収録曲
1. 揺れる想い
作詞:坂井泉水
作曲:織田哲郎
編曲:明石昌夫
シングル初回出荷分とそれ以降に発売された作品に収録されているバージョンで、コーラスやドラムなどのミックスが異なっている。
1999年に行われた船上ライブ「Cruising & Live at the PACIFIC VENUS」、2004年に行われたコンサートツアー「What a beautiful moment」では、オープニングを飾る曲として1曲目に披露された。2007年に行われた追悼ライブ「What a beautiful memory」武道館公演では、本編とアンコールの2回披露された。
2014年12月23日から、神奈川県秦野市の小田急小田原線渋沢駅にて下り線の接近メロディとして使用されている（上り線は「負けないで」）。
2. Just for you
作詞:坂井泉水
作曲:栗林誠一郎
編曲:明石昌夫・池田大介
3. 揺れる想い（オリジナルカラオケ）
4. Just for you（オリジナルカラオケ）

## 楽曲の収録アルバム
- 揺れる想い（#1）
- ZARD BLEND 〜SUN&STONE〜（#1）
- ZARD BEST The Single Collection 〜軌跡〜（#1）
- ZARD Cruising & Live 〜限定盤ライヴCD〜（#1、ライブバージョン）
- 時間の翼（#1、Gomi's New York Remix）
- ZARD BLEND II 〜LEAF&SNOW〜（#2）
- Golden Best 〜15th Anniversary〜（#1）
- ZARD Request Best 〜beautiful memory〜（#1、'07 Live Ver.）
- ZARD Single Collection 〜20TH ANNIVERSARY〜（#1,2）
- MILLION 〜BEST OF 90's J-POP〜 RED（#1）
- ZARD Forever Best 〜25th Anniversary〜（#1）

## カバー
| 曲名       | アーティスト | 収録作品  | 発売日         | 備考                                                  |
| ---------- | ------------ | --------- | -------------- | ----------------------------------------------------- |
| 揺れる想い | 織田哲郎     | 『Songs』 | 1993年12月23日 | セルフカバー。 歌詞の一部が男性目線に変更されている。 |